# Gearoid Towey
Gearoid Towey (ur. 26 marca 1977 w Dublinie) – irlandzki wioślarz, reprezentant Irlandii w wioślarskiej czwórce bez sternika wagi lekkiej podczas Letnich Igrzysk Olimpijskich w Pekinie.

## Osiągnięcia
- Mistrzostwa Świata – St. Catharines 1999 – czwórka podwójna wagi lekkiej – 3. miejsce[1].
- Mistrzostwa Świata – Lucerna 2001 – dwójka bez sternika wagi lekkiej – 1. miejsce[1].
- Mistrzostwa Świata – Mediolan 2003 – dwójka podwójna wagi lekkiej – 3. miejsce[1].
- Igrzyska Olimpijskie – Ateny 2004 – dwójka podwójna wagi lekkiej – 10. miejsce[1].
- Mistrzostwa Świata – Eton 2006 – czwórka bez sternika wagi lekkiej – 3. miejsce[1].
- Igrzyska Olimpijskie – Pekin 2008 – czwórka bez sternika wagi lekkiej – 10. miejsce[1].